# قضاء الناصرية
قضاء الناصرية وهو أحد أقضية العراق التابعة إلى محافظة ذي قار في جنوب العراق مركزه مدينة الناصرية ويقدر مساحة القضاء بحوالي 4149 كم2 وعدد سكانه بحوالي 800 ألف نسمة حسب تقديرات الجهاز المركزي للإحصاء يتبع القضاء من الناحية الإدارية أربع نواحي هي ناحية أور و ناحية البطحاء و ناحية سيد دخيل و ناحية الإصلاح.